# Роберта Вінчі
Роберта Вінчі (італ. Roberta Vinci, 18 лютого 1983) — італійська тенісистка, чотириразова (станом на 2016) переможниця Кубка Федерації у складі збірної Італії. У серпні 2011 Роберта вперше ввійшла до чільної двадцятки рейтингу WTA в одиночному розряді. 2016 року вона ввійшла до першої десятки.
Роберта народилася в родині рахівника й домогосподарки. Тенісом вона почала займатися з 6 років. Її тренує бойфренд Франческо Палпачеллі.
2012 року Роберта в парі із Сарою Еррані добралися до фіналу Відкритого чемпіонату Австралії, і перемогли у Відкритому чемпіонаті Франції та Відкритому чемпіонаті США. Італійська пара виграла також Відкритий чемпіонат Австралії з тенісу 2013 та 2014. Вигравши Вімблдон 2014, Еррані та Вінчі здійснили великий шолом за кар'єру. 2015 року пара Вінчі/Еррані розпалася — тенісистки вирішили сконцентруватися на одиночних кар'єрах.
Найбільшим успіхом Вінчі в одиночному розряді став вихід до фіналу Відкритого чемпіонату США 2015, в якому вона програла своїй співвітчизниці Флавії Пеннетті. У півфіналі Роберта здолала першу ракетку світу Серену Вільямс, завадивши їй здобути календарний великий шолом.

## Значні фінали

### Великий шолом

#### Одиночні: 1 (1 поразка)
| Результат | Рік  | Турнір  | Поверхня | Супротивниця    | Рахунок       |
| --------- | ---- | ------- | -------- | --------------- | ------------- |
| Поразка   | 2015 | US Open | Хард     | Флавія Пеннетта | 6–7(4–7), 2–6 |

#### Парні: 8 (5 перемог, 3 поразки)
| Результат | Рік  | Турнір          | Поверхня | Партнерка   | Суперниці                          | Рахунок       |
| --------- | ---- | --------------- | -------- | ----------- | ---------------------------------- | ------------- |
| Поразка   | 2012 | Australian Open | Хард     | Сара Еррані | Світлана Кузнецова Віра Звонарьова | 5–7, 6–4, 6–3 |
| Перемога  | 2012 | French Open     | Ґрунт    | Сара Еррані | Марія Кириленко Надія Петрова      | 4–6, 6–4, 6–2 |
| Перемога  | 2012 | US Open         | Хард     | Сара Еррані | Андреа Главачкова Луціє Градецька  | 6–4, 6–2      |
| Перемога  | 2013 | Australian Open | Хард     | Сара Еррані | Ешлі Барті Кейсі Деллаква          | 6–2, 3–6, 6–2 |
| Поразка   | 2013 | French Open     | Ґрунт    | Сара Еррані | Катерина Макарова Олена Весніна    | 5–7, 2–6      |
| Перемога  | 2014 | Australian Open | Хард     | Сара Еррані | Катерина Макарова Олена Весніна    | 6-4, 3-6, 7-5 |
| Поразка   | 2014 | French Open     | Ґрунт    | Сара Еррані | Сє Шувей Пен Шуай                  | 4–6, 1–6      |
| Перемога  | 2014 | Wimbledon       | Трава    | Сара Еррані | Тімеа Бабош Крістіна Младенович    | 6–1, 6–3      |

## Фінали турнірів WTA

### Одиночний розряд: 15 (10 титулів, 5 поразок)
| Легенда                                                                  |
| ------------------------------------------------------------------------ |
| Турніри Великого шлему (0–1)                                             |
| Турніри WTA 500 (Турніри WTA Premier) (1–0)                              |
| Турніри WTA 250 (Турніри WTA Tier III / Турніри WTA International) (9–4) |

| Фінали за покриттям |
| ------------------- |
| Тверде (3–2)        |
| Трава (1–0)         |
| Ґрунт (6–3)         |

| Результат | В-П  | Дата     | Турнір                                                | Категорія     | Покриття   | Опонент            | Рахунок                 |
| --------- | ---- | -------- | ----------------------------------------------------- | ------------- | ---------- | ------------------ | ----------------------- |
| Перемога  | 1–0  | Лют 2007 | Copa Colsanitas Santander, Колумбія                   | Tier III      | Ґрунт      | Татьяна Гарбін     | 6–7(5–7), 6–4, 0–3 ret. |
| Перемога  | 2–0  | Кві 2009 | Barcelona Ladies Open, Іспанія                        | International | Ґрунт      | Марія Кириленко    | 6–0, 6–4                |
| Поразка   | 2–1  | Кві 2010 | Barcelona Ladies Open, Іспанія                        | International | Ґрунт      | Франческа Ск'явоне | 1–6, 1–6                |
| Перемога  | 3–1  | Жов 2010 | BGL Luxembourg Open                                   | International | Тверде (i) | Юлія Гергес        | 6–3, 6–4                |
| Перемога  | 4–1  | Кві 2011 | Barcelona Ladies Open, Іспанія (2)                    | International | Ґрунт      | Луціє Градецька    | 4–6, 6–2, 6–4           |
| Перемога  | 5–1  | Чер 2011 | Rosmalen Grass Court Championships, Нідерланди        | International | Трава      | Єлена Докич        | 6–7(7–9), 6–3, 7–5      |
| Перемога  | 6–1  | Лип 2011 | Budapest Grand Prix, Угорщина                         | International | Ґрунт      | Ірина-Камелія Бегу | 6–4, 1–6, 6–4           |
| Перемога  | 7–1  | Сер 2012 | Texas Tennis Open, США                                | International | Тверде     | Єлена Янкович      | 7–5, 6–3                |
| Перемога  | 8–1  | Кві 2013 | Katowice Open, Польща                                 | International | Ґрунт (i)  | Петра Квітова      | 7–6(7–2), 6–1           |
| Перемога  | 9–1  | Лип 2013 | Internazionali Femminili di Tennis di Palermo, Італія | International | Ґрунт      | Сара Еррані        | 6–3, 3–6, 6–3           |
| Поразка   | 9–2  | Лип 2014 | Bucharest Open, Румунія                               | International | Ґрунт      | Сімона Халеп       | 1–6, 3–6                |
| Поразка   | 9–3  | Лип 2014 | Istanbul Cup, Туреччина                               | International | Тверде     | Каролін Возняцкі   | 1–6, 1–6                |
| Поразка   | 9–4  | Тра 2015 | Nuremberg Cup, Німеччина                              | International | Ґрунт      | Карін Кнапп        | 6–7(5–7), 6–4, 1–6      |
| Поразка   | 9–5  | Вер 2015 | Відкритий чемпіонат США з тенісу, США                 | Grand Slam    | Тверде     | Флавія Пеннетта    | 6–7(4–7), 2–6           |
| Перемога  | 10–5 | Лют 2016 | St. Petersburg Ladies' Trophy, Росія                  | Premier       | Тверде (i) | Белінда Бенчич     | 6–4, 6–3                |

### Парний розряд: 43 (25 титулів, 18 поразок)
| Легенда                                                                                               |
| --- |
| Турніри Великого шлему (5–3)                                                                          |
| Турніри WTA 1000 (Tier I / Турніри WTA Premier / Турніри WTA Premier) (5–7)                           |
| Турніри WTA 500 (Турніри WTA Tier II / Турніри WTA Premier) (2–4)                                     |
| Турніри WTA 250 (Турніри WTA Tier III / Турніри 4-ї категорії WTA / Турніри WTA International) (13–4) |

| Фінали за покриттям |
| ------------------- |
| Тверде (13–8)       |
| Трава (2–1)         |
| Ґрунт (10–9)        |

| Результат | В-П   | Дата     | Турнір                                                     | Категорія     | Покриття     | Партнер                 | Опоненти                                     | Рахунок               |
| --------- | ----- | -------- | ---------------------------------------------------------- | ------------- | ------------ | ----------------------- | -------------------------------------------- | --------------------- |
| Перемога  | 1–0   | Лют 2001 | Qatar Ladies Open                                          | Tier III      | Тверде       | Сандрін Тестю           | Крісті Богерт Міріам Ореманс                 | 7–5, 7–6(4)           |
| Поразка   | 1–1   | Жов 2001 | Zurich Open, Швейцарія                                     | Tier I        | Тверде       | Сандрін Тестю           | Ліндсі Девенпорт Ліза Реймонд                | 6–3, 2–6, 6–2         |
| Поразка   | 1–2   | Січ 2002 | Toray Pan Pacific Open                                     | Tier I        | Тверде       | Ельс Калленс            | Ліза Реймонд Ренне Стаббс                    | 6–1, 6–1              |
| Поразка   | 1–3   | Лют 2002 | Dubai Tennis Championships, UAE                            | Tier II       | Тверде       | Сандрін Тестю           | Барбара Ріттнер Марія Венто-Кабчі            | 6–3, 6–2              |
| Перемога  | 2–3   | Вер 2005 | Banka Koper Slovenia Open                                  | Tier IV       | Тверде       | Анабель Медіна Гаррігес | Єлена Костанич-Тошич Катарина Среботнік      | 6–4, 5–7, 6–2         |
| Перемога  | 3–3   | Січ 2006 | Richard Luton Properties Canberra International, Австралія | Tier IV       | Тверде       | Марта Домаховська       | Клер Каррен Ліга Декмеєре                    | 7–6(7–5), 6–3         |
| Поразка   | 3–4   | Лют 2007 | Copa Colsanitas Santander, Колумбія                        | Tier III      | Ґрунт        | Флавія Пеннетта         | Лурдес Домінгес Ліно Паола Суарес            | 1–6, 6–3, [11–9]      |
| Поразка   | 3–5   | Тра 2007 | German Open                                                | Tier I        | Ґрунт        | Татьяна Гарбін          | Ліза Реймонд Саманта Стосур                  | 6–3, 6–4              |
| Поразка   | 3–6   | Тра 2007 | Мастерс Рим                                                | Tier I        | Ґрунт        | Татьяна Гарбін          | Наталі Деші Мара Сантанджело                 | 6–4, 6–1              |
| Поразка   | 3–7   | Лют 2010 | Abierto Mexicano TELCEL                                    | International | Ґрунт        | Сара Еррані             | Полона Герцог Барбора Стрицова               | 6–2, 1–6, [10–2]      |
| Перемога  | 4–7   | Кві 2010 | Andalucia Tennis Experience, Іспанія                       | International | Ґрунт        | Сара Еррані             | Марія Кондратьєва Ярослава Шведова           | 6–4, 6–2              |
| Перемога  | 5–7   | Кві 2010 | Barcelona Ladies Open, Іспанія                             | International | Ґрунт        | Сара Еррані             | Тімеа Бачинскі Татьяна Гарбін                | 6–1, 3–6, [10–2]      |
| Перемога  | 6–7   | Січ 2011 | Hobart International, Австралія                            | International | Тверде       | Сара Еррані             | Катерина Бондаренко Ліга Декмеєре            | 6–3, 7–5              |
| Перемога  | 7–7   | Лют 2011 | Pattaya Women's Open, Таїланд                              | International | Тверде       | Сара Еррані             | Сунь Шеннань Чжен Цзє                        | 3–6, 6–3, [10–5]      |
| Поразка   | 7–8   | Кві 2011 | Andalucia Experience, Іспанія                              | International | Ґрунт        | Сара Еррані             | Нурія Льягостера Вівес Аранча Парра Сантонха | 3–6, 6–4, [10–5]      |
| Поразка   | 7–9   | Чер 2011 | Birmingham Classic, Велика Британія                        | International | Трава        | Сара Еррані             | Ольга Говорцова Алла Кудрявцева              | 1–6, 6–1, [10–5]      |
| Перемога  | 8–9   | Лип 2011 | Internazionali Femminili di Tennis di Palermo, Італія      | International | Ґрунт        | Сара Еррані             | Андреа Сестіні Главачкова Клара Коукалова    | 7–5, 6–1              |
| Поразка   | 8–10  | Сер 2011 | Connecticut Open, США                                      | Premier       | Тверде       | Сара Еррані             | Чжуан Цзяжун Ольга Говорцова                 | 7–5, 6–2              |
| Поразка   | 8–11  | Січ 2012 | Відкритий чемпіонат Австралії з тенісу                     | Grand Slam    | Тверде       | Сара Еррані             | Світлана Кузнецова Віра Звонарьова           | 5–7, 6–4, 6–3         |
| Перемога  | 9–11  | Лют 2012 | Monterrey Open, Мексика                                    | International | Тверде       | Сара Еррані             | Дате Кіміко Чжан Шуай                        | 6–2, 7–6(8–6)         |
| Перемога  | 10–11 | Бер 2012 | Mexican Open                                               | International | Ґрунт        | Сара Еррані             | Лурдес Домінгес Ліно Аранча Парра Сантонха   | 6–2, 6–1              |
| Поразка   | 10–12 | Бер 2012 | Відкритий чемпіонат Маямі з тенісу, США                    | Premier M     | Тверде       | Сара Еррані             | Марія Кириленко Надія Петрова                | 7–6(7–0), 4–6, [10–4] |
| Перемога  | 11–12 | Кві 2012 | Barcelona Open, Іспанія (2)                                | International | Ґрунт        | Сара Еррані             | Флавія Пеннетта Франческа Ск'явоне           | 6–0, 6–2              |
| Перемога  | 12–12 | Тра 2012 | Мастерс Мадрид, Іспанія                                    | Premier M     | Ґрунт (blue) | Сара Еррані             | Катерина Макарова Олена Весніна              | 6–1, 3–6, [10–4]      |
| Перемога  | 13–12 | Тра 2012 | Italian Open                                               | Premier 5     | Ґрунт        | Сара Еррані             | Катерина Макарова Олена Весніна              | 6–2, 7–5              |
| Перемога  | 14–12 | Чер 2012 | Відкритий чемпіонат Франції з тенісу                       | Grand Slam    | Ґрунт        | Сара Еррані             | Марія Кириленко Надія Петрова                | 4–6, 6–4, 6–2         |
| Перемога  | 15–12 | Чер 2012 | Rosmalen Grass Court Championships, Нідерланди             | International | Трава        | Сара Еррані             | Марія Кириленко Надія Петрова                | 6–4, 3–6, [11–9]      |
| Перемога  | 16–12 | Вер 2012 | Відкритий чемпіонат США з тенісу                           | Grand Slam    | Тверде       | Сара Еррані             | Андреа Сестіні Главачкова Луціє Градецька    | 6–4, 6–2              |
| Поразка   | 16–13 | Січ 2013 | Sydney International, Австралія                            | Premier       | Тверде       | Сара Еррані             | Надія Петрова Катарина Среботнік             | 6–3, 6–4              |
| Перемога  | 17–13 | Січ 2013 | Australian Open                                            | Grand Slam    | Тверде       | Сара Еррані             | Ешлі Барті Кейсі Деллаква                    | 6–2, 3–6, 6–2         |
| Перемога  | 18–13 | Лют 2013 | Open GDF Suez, Франція                                     | Premier       | Тверде (i)   | Сара Еррані             | Андреа Сестіні Главачкова Лізель Губер       | 6–1, 6–1              |
| Перемога  | 19–13 | Лют 2013 | Катар Ladies Open (2)                                      | Premier 5     | Тверде       | Сара Еррані             | Надія Петрова Катарина Среботнік             | 2–6, 6–3, [10–6]      |
| Поразка   | 19–14 | Тра 2013 | Italian Open                                               | Premier 5     | Ґрунт        | Сара Еррані             | Сє Шувей Пен Шуай                            | 6–4, 3–6, [8–10]      |
| Поразка   | 19–15 | Чер 2013 | French Open                                                | Grand Slam    | Ґрунт        | Сара Еррані             | Катерина Макарова Олена Весніна              | 5–7, 2–6              |
| Поразка   | 19–16 | Січ 2014 | Sydney International, Австралія                            | Premier       | Тверде       | Сара Еррані             | Тімеа Бабош Луціє Шафарова                   | 5–7, 6–3, [7–10]      |
| Перемога  | 20–16 | Січ 2014 | Australian Open (2)                                        | Grand Slam    | Тверде       | Сара Еррані             | Катерина Макарова Олена Весніна              | 6–4, 3–6, 7–5         |
| Перемога  | 21–16 | Кві 2014 | Porsche Tennis Grand Prix, Німеччина                       | Premier       | Ґрунт        | Сара Еррані             | Кара Блек Саня Мірза                         | 6–2, 6–3              |
| Перемога  | 22–16 | Тра 2014 | Madrid Open, Іспанія (2)                                   | Premier M     | Ґрунт        | Сара Еррані             | Гарбінє Мугуруса Карла Суарес Наварро        | 6–4, 6–3              |
| Поразка   | 22–17 | Тра 2014 | Italian Open                                               | Premier 5     | Ґрунт        | Сара Еррані             | Квета Пешке Катарина Среботнік               | 0–4, ret.             |
| Поразка   | 22–18 | Чер 2014 | French Open                                                | Grand Slam    | Ґрунт        | Сара Еррані             | Сє Шувей Пен Шуай                            | 4–6, 1–6              |
| Перемога  | 23–18 | Лип 2014 | Вімблдонський турнір, Велика Британія                      | Grand Slam    | Трава        | Сара Еррані             | Тімеа Бабош Крістіна Младенович              | 6–1, 6–3              |
| Перемога  | 24–18 | Сер 2014 | Мастерс Канада                                             | Premier 5     | Тверде       | Сара Еррані             | Кара Блек Саня Мірза                         | 7–6(7–4), 6–3         |
| Перемога  | 25–18 | Січ 2015 | WTA Auckland Open, Нова Зеландія                           | International | Тверде       | Сара Еррані             | Сюко Аояма Рената Ворачова                   | 6–2, 6–1              |